# Holocartoons
Holocartoons — иранский сайт, созданный в августе 2010 года для пропаганды отрицания и высмеивания Холокоста с помощью антисемитских карикатур. Цель сайта — подвергнуть сомнению исторические масштабы массового убийства евреев во время Второй мировой войны.
На 2025 год сайт не действует.

## Тематика
Сайт открывается под мелодию «Розовая пантера» и посвящением тем, кто был убит «под предлогом Холокоста». Сайт имеет версии на английском, арабском и фарси, и основан на комиксе, написанном Омидом Мехдинежадом и проиллюстрированном Мазияром Биджани. В предисловии к комиксу написано: «Эта книга стремится разоблачить очевидную ложь о „запланированном (sic!) убийстве 6 миллионов евреев во время Второй мировой войны“, якобы называемом „Холокостом“».
В дизайне сайта используется нацистская свастика как значок перелистывания страниц.
Иранские власти не одобряли сайт официально, но их подходы совпадают. Правительство Ирана неоднократно подвергало сомнению или отрицало Холокост. Экс-президент Ирана Махмуд Ахмадинежад многократно называл Холокост «мифом». Также в Иране регулярно проводятся конференции различные мероприятия с поддержкой отрицания Холокоста.

## Реакции
Израильский мемориальный институт «Яд Вашем» назвал этот сайт «очередным залпом, исходящим из Ирана, который отрицает факты Холокоста и пытается повлиять на тех, кто не знаком с историей».
Антидиффамационная лига (ADL) назвала сайт «рассадником антисемитизма» и призвала Соединённые Штаты публично осудить «вопиющий антисемитизм иранского режима».